# Tom Wallisch
Thomas Wallisch, detto Tom (Pittsburgh, 28 luglio 1987), è uno sciatore freestyle statunitense, vincitore di una medaglia d'oro iridata e della Coppa del Mondo di slopestyle nel 2012.

## Biografia
In Coppa del Mondo ha esordito il 4 marzo 2012 a Mammoth, ottenendo subito la prima vittoria, nonché primo podio.
In carriera ha partecipato a un'edizione dei Campionati mondiali, Voss-Myrkdalen 2013, dove ha vinto la medaglia d'oro nello slopestyle.

## Palmarès

### Mondiali
- 1 medaglia:
  - 1 oro (slopestyle a Voss-Myrkdalen 2013)

### Winter X Games
- 3 medaglie:
  - 2 ori (slopestyle a Tignes 2010; slopestyle ad Aspen 2012)
  - 1 argento (slopestyle ad Tignes 2012)

### Coppa del Mondo
- Vincitore della Coppa del Mondo di slopestyle nel 2012
- Miglior piazzamento in classifica generale: 47º nel 2012
- 1 podio:
  - 1 vittoria

#### Coppa del Mondo - vittorie
| Data         | Luogo            | Paese       | Disciplina |
| ------------ | ---------------- | ----------- | ---------- |
| 4 marzo 2012 | Mammoth Mountain | Stati Uniti | SS         |

Legenda:

SS = Slopestyle